# Serica chaetosoma
Serica chaetosoma är en skalbaggsart som beskrevs av Dawson 1932. Serica chaetosoma ingår i släktet Serica och familjen Melolonthidae. Inga underarter finns listade i Catalogue of Life.